# Karbovanets
Le karbovanets (en ukrainien, карбованець ; au pluriel, карбованці / karbovantsi de 2 à 4, ou карбованців / karbovantsiv à partir de 5) est une monnaie provisoire que l'Ukraine a utilisée lorsqu'elle est devenue indépendante en 1992, pour remplacer le rouble soviétique. Il a été remplacé par la hryvnia en septembre 1996. Entre 1918 et 1922 elle a été la devise de l’éphémère République populaire ukrainienne.
Le karbovanets avait également été utilisé par la République nationale d'Ukraine en 1917, ainsi que sous l'occupation allemande de 1942 à 1944.

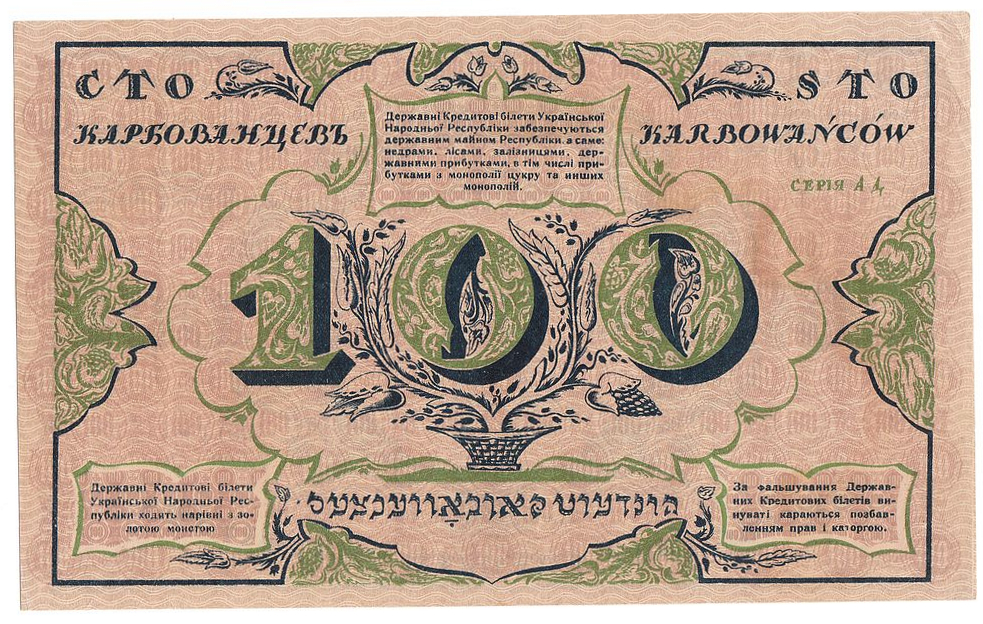
100 karbovanets émis par la République populaire ukrainienne, en ukrainien, polonais et yiddish, 1917

## Le karbovanets du Reichskommissariat
Le karbovanets (karbowanez en allemand) est la monnaie qui a eu cours légal dans le Reichskommissariat Ukraine à partir du 1er juin 1942. Elle a été émise par la ZNU, la banque centrale ukrainienne contrôlée par la Reichsbank.